# Vrhbosna
Vrhbosna (en serbio: Врхбосна) era el nombre medieval de una pequeña región en la actual Bosnia y Herzegovina central, centrada en un asentamiento homónimo (župa) que más tarde se convertiría en parte de la ciudad de Sarajevo.
El significado del nombre de esta župa eslava es «la cima de Bosnia». La única fortificación conocida en la zona en aquel entonces era Hodidjed. Se registró la existencia de un importante asentamiento de Vrhbosna en los siglos xiv y xv.  Vrhbosna fue atacada por primera vez por el Imperio otomano en 1416, y finalmente tomada en 1451.
Vrhbosna persistió poco después de la conquista otomana de Bosnia con el nombre de valiato local , pero pronto el nombre dejó de usarse. En 1550, un viajero veneciano, Caterino Zeno, fue el primer occidental en utilizar el término Sarraglio (forma italianizada de Sarajevo) en lugar de Vrhbosna para describir el lugar.
Actualmente se conoce como la arquidiócesis de Sarajevo, que es la arquidiócesis que actualmente sirve a los católicos de Sarajevo.